# 貧乏男子 ボンビーメン
『貧乏男子 ボンビーメン』（ボンビーメン）は、2008年1月15日から3月11日まで毎週火曜日22:00 - 22:54に、日本テレビ系の「火曜ドラマ」枠で放送された日本のテレビドラマ。小栗旬の連続ドラマ初主演作。

## 概要
主演の小栗は、連続ドラマ初主演となり、日本テレビの連続ドラマ出演は2002年（平成14年）の『ごくせん』以来、6年振りとなる。
この枠としては4作目にして初めてとなる、原作なしのオリジナルストーリー。
2話を除く各話のオープニング前に著名人の名言が引用される（下記参照）。また、終了時には主人公の借金総額が表示される。

## ストーリー

### あらすじ
超お人よしの借金を抱えた大学生が、同じように借金を負う仲間と返済に悪戦苦闘しながら、お金とは何か、そしてお金より大切なものは何かを見出す社会派コメディ。

### 劇中に用いられた名言
2話を除く各話のオープニング前に、著名人などの名言（一部を省略したものもある）が用いられる。
第1話
「人生に必要なものは 勇気と希望と少しのお金」（チャーリー・チャップリン）
第3話
「雨ニモ負ケズ 風ニモ負ケズ 丈夫ナカラダヲモチ 慾ハナク 決シテ瞋ラズ イツモ シヅカニ ワラッテイル サウイウモノニ ワタシハ ナリタイ」（宮沢賢治）
第4話
「増やさなければ 減るのが お金である」（ロックフェラー）
第5話
「人生はチョコレートの箱 開けてみないと分からない」（映画「フォレスト・ガンプ/一期一会」よりトム・ハンクス）
第6話
「自分を励ます最良の方法 それは 誰かを励まそうとすること」（マーク・トウェイン）
第7話
「友情は成長の遅い植物である それが友情という名の花を咲かすまでは」（キン肉マン）
第8話
「自分を信じなきゃ人生じゃない」（映画「ロッキー」よりロッキー）
最終話
「涙とともにパンを食べたものでなければ 人生の味は分からない」（ヨハン・ヴォルフガング・フォン・ゲーテ）

## キャスト
小山一美
演 - 小栗旬
"NOと言えずに借金する男"。福岡から上京し、東京で一人暮らしをしている大学3年生。友人のために借金をしてしまう程の超お人よしな性格。そこにつけこまれ騙し取られることも。誘われるがままに21ものサークルに所属。オムオムにスルテン（小山を英語訳したスモール マウンテンを略したもの）というニックネームを付けられる。よく「ビクトリー!!」、「エイドリアーン!!」と叫ぶ。
幼い頃、一美にとってヒーロー的存在であった兄を病気で亡くし、その時兄を守れなかった自責感から自分がどんなに辛くとも他人を守ろうと決めた。一時は完済したものの、白石のために再び1000万円を借金してしまう。オムオムの命令でアパートを解約してしまい、白石の部屋に住み共に返済を続け、無事に返済。金が間に介在しない人間関係は信用できないというオムオムに1万円を余計に渡し、トイチの利息で借金をさせたことで、オムオムとの関係を続けている。1年後、単位が危うかったが、なんとか大学を卒業し社会人になり、相変わらず同僚を励まし続けている。
引田修三
演 - 八嶋智人
"結婚したくて借金する男"。オムオムから金を借りている警察官だが人助けが苦手。将来の夢は暖かな家庭を築くこと。しかし、結婚詐欺に遭い600万円の借金を作ってしまう。オムオムにはメガネと呼ばれている。一美からはメガネ先輩と呼ばれたりする。完済に成功した一美が再び借金をしたと知り、一時は絶縁するが、一美の思いを知り、元の関係を取り戻した。1年後、最後には未海と結ばれることができた。
中原未海
演 - 山田優
"買い物依存症で借金する女"。引田と同じくオムオムから金を借りている消費者金融レディ。仕事柄、借金の知識は豊富で、消費者金融の情報源としての役割を持つ。オムオムにはナンシーと呼ばれている。引田と同様に、再び借金をした一美に一時は失望するが放ってはおけず、激励の言葉をかけたり、おにぎりをあげたりして一美を応援していた。買い物依存症であったが、一美の影響からか、克服することができた。1年後に引田と結婚した。
白石涼
演 - 三浦春馬
一美のバイト先の後輩で、向かいに引越してくる。親が経営に失敗し、1000万円の借金を残したまま失踪。その返済のため高校を中退し、バイトに明け暮れるフリーター。いつかまた両親と一緒に暮らすことを夢見ている。
真面目で非常に腰が低い。一美を兄のように慕い、アパートを解約した一美と共に暮らし、借金を返していた。一美に代わって物々交換サイトの管理しているうちにパソコンに興味を持ったことから、将来はパソコン関係の仕事に就きたいと考え、大検を受けることを決意。1年後、無事に地元の大学に合格することができ、一美に励まされてアパートを出て行った。
オムオム
演 - ユースケ・サンタマリア
本名は尾武村賢三郎。金貸しを趣味とする伝説の元ホスト。一美に無理難題をふっかける。過去に弁護士を目指したことがあり、お金がなかったため恋人に養ってもらっていたが、その恋人が重い病気にかかってしまい、経済的な理由から十分な治療もできずに亡くなってしまい、そこから金儲けが大好きになったという。
金の介在しない人間関係は信用できないと思っているが、一美の借金返済時に知らぬ間に一美に1万円の借金をさせられ、返済したいと考えているが、社会人になり忙しくなった一美になかなか取り合ってもらえず、一美とのお金の関係を続けている。嫌いな食べ物はもやし。
テルテル
演 - 上地雄輔
本名は照山修司。オムオムの舎弟。北海道出身。貧乏人から大金持ちになったオムオムを尊敬している。チャぎーと行動を共にする事が多い。陰ながら一美を応援していた。チャぎーと一緒にオレオレ詐欺で 小遣い稼ぎを目論むなどケチな小悪党だが、ひたむきで愛嬌があり憎めない。
チャぎー
演 - 音尾琢真
本名は小茶切譲。テルテルとは同郷で高校の時からつるんでいた。テルテルと同じくオムオムの舎弟。テルテル同様オムオムを尊敬している。
小山静江
演 - 市毛良枝
一美の母親。よく一美の夢に出てくる。大らかで優しい性格。お人よしな一美を心配しつつも、信じて見守っている。オムオムの命令により携帯電話の利用を止めてしまったせいで連絡ができなくなったことを心配に思い、福岡から上京して来た。
新城すみれ
演 - 仲里依紗
一美と同じ大学に通う、清く正しく美しい学園のマドンナ。一美と白石の片思いの相手。
砂川貴之
演 - 渋江譲二
一美の同級生。
井上五郎
演 - 鹿内孝
一美のバイト先であるファミレスの店長。情に厚い性格。
片桐宏
演 - 鈴之助
五十嵐徹
演 - 木ノ本嶺浩
倉田若葉
演 - 伊藤ゆみ
赤城
演 - 岡田亮輔
一美の同級生。
永田
演 - 石田勇大
一美の同級生。
植草
演 - 甲斐誠
一美の同級生。
志村
演 - 小鹿敬司
オムオムの手下。
長坂
演 - 増田修一朗
オムオムの手下。
阿部
演 - 滝口幸広
ホスト。

### ゲスト

#### 第1話
中山
演 - 吉岡佑（第3、8話）
ホスト。
高木
演 - 山口龍人（第5、8話）
ホスト。
東
演 - 矢崎広（第3・4話、最終話）
一美の後輩。
角田
演 - 富川一人（第3話、最終話）
一美の後輩。
若松
演 - 森田陽祐（第3・4話、最終話）
一美の後輩。

#### 第3話
工事現場のおじちゃん
演 - 半海一晃
一美の新たなバイト先の同僚。
引田の婚約者
演 - 入山法子
引田を結婚詐欺にハメた女性。

#### 第4話
調教師
演 - 徳井優
馬のすみれの調教師。

#### 第5話
一美の兄（幼少期）
演 - 草川拓弥

#### 第6話
白石祐
演 - 山崎一（第8話）
白石涼の父親。失踪後、公園でホームレス生活をしていた。自転車泥棒を引田に発見され名前を聞いた際に、引田が勘付き、涼の父親であることが発覚する。所有していた家を売り、現在は一美に肩代わりしてもらった借金を返済している。

#### 第7話
三輪さん
演 - 今江冬子
一美が営む物々交換業の依頼者。
鈴木さん
演 - 河西健司
一美が営む物々交換業の依頼者。

#### 第8話
金持ち婦人
演 - 山下容莉枝
オムオムが経営するホストクラブのお得意さん。白亜の豪邸に住む。ペットの小型犬を溺愛している。

## スタッフ
- 脚本：山岡真介、山浦雅大
- 演出：猪股隆一、吉野洋、茂山佳則
- 音楽：澤野弘之
- 主題歌：BENNIE K「モノクローム」
- 挿入歌：鈴木雅之「上を向いて歩こう」
- イメージソング：Lenny Kravitz「Are You Gonna Go My Way」[注 2]
- 音楽プロデュース：志田博英
- 技術協力：NiTRO
- 美術協力：日本テレビアート
- プロデューサー：櫨山裕子、桑原丈弥、中沢晋
- 美術デザイン：高野雅裕、柳谷雅美
- 制作協力：日テレアックスオン、オフィスクレッシェンド
- 製作著作：日本テレビ

## 放送日程
| 各話                                                     | 放送日  | サブタイトル                                  | 脚本              | 演出     | 視聴率 |
| -------------------------------------------------------- | ------- | --------------------------------------------- | ----------------- | -------- | ------ |
| 第1話                                                    | 1月15日 | NOと言えない男…貧乏男子（ボンビーメン）誕生!! | 山岡真介          | 猪股隆一 | 16.5%  |
| 第2話                                                    | 1月22日 | ボンビーメンvs買い過ぎ女                      | 山浦雅大          | 吉野洋   | 13.2%  |
| 第3話                                                    | 1月29日 | ボンビーメンvs結婚できない男                  | 山浦雅大          | 猪股隆一 | 12.5%  |
| 第4話                                                    | 2月05日 | ボンビーメンひと目惚れ!                       | 山浦雅大          | 茂山佳則 | 9.2%   |
| 第5話                                                    | 2月12日 | ボンビーメンvs最強母の告白                    | 山岡真介          | 猪股隆一 | 10.2%  |
| 第6話                                                    | 2月19日 | ボンビーメン借金返済!?                        | 山浦雅大          | 吉野洋   | 10.3%  |
| 第7話                                                    | 2月26日 | ボンビーメン内定取り消し!?                    | 山浦雅大          | 茂山佳則 | 9.6%   |
| 第8話                                                    | 3月04日 | ボンビーメン怒る!                             | 山浦雅大          | 吉野洋   | 11.2%  |
| 最終話                                                   | 3月11日 | ボンビーメン卒業!                             | 山浦雄大 山岡真介 | 猪股隆一 | 11.4%  |
| 平均視聴率11.6% 視聴率は関東地区・ビデオリサーチ社調べ。 |         |                                               |                   |          |        |

- 初回は22時 - 23時9分の15分拡大放送。

## スピンオフドラマ
第2日本テレビでは、チャぎーこと小茶切譲の生い立ちを描く『白い貧乏男子』がドラマ放送期間中と並行して公開された。チャぎー役の音尾の出身地の北海道が舞台となっており、音尾の所属しているTEAM NACSのメンバーが出演している。

### キャスト（スピンオフ）
- 小茶切 譲（のちのチャぎー） - 音尾琢真
- 小茶切 幸子（譲の母親） - 森崎博之
- 小茶切 満吉（譲の父親） - 戸次重幸
- 花子（牛） - 小栗旬 （第四話まで）※声の出演
- 照山修司（のちのテルテル） - 上地雄輔 （第七話から）
- 清水幸子（譲の愛人） - 森崎博之 （第七話から）
- 病院受付 - 小橋亜樹 （第五話）

### スタッフ（スピンオフ）
- 脚本・演出：中田志保
- 音楽：澤野弘之
- プロデューサー：原浩生・林建嗣（STV）
- 制作協力：札幌テレビ放送（STV）
- 制作著作：日本テレビ

#### 配信リスト
| 話数  | 配信日  | サブタイトル |
| ----- | ------- | ------------ |
| 第1話 | 1月15日 | 異変         |
| 第2話 | 1月22日 | 花子I        |
| 第3話 | 1月29日 | 花子II       |
| 第4話 | 2月05日 | 苦い肉       |
| 第5話 | 2月12日 | 希望         |
| 第6話 | 2月19日 | 巣立ち       |
| 第7話 | 2月26日 | 望郷         |
| 第8話 | 3月04日 | 青春         |
| 第9話 | 3月11日 | 別離         |

## その他
- 本作品では第1話を1st debt、第2話を2nd debt…、最終話はFinal debtと表示している。
- 脚本は山岡真介となっているが、実際はほとんどの回を山浦雅大が手がけており、公式サイトに脚本は記載されていない。
- タイトルバックにトイレが使われているが、トイレは個室であってもノックすれば隣に誰かがいることから、人は一人に感じることがあるかもしれないが実際はそうではなく、すぐそばに仲間がいるといった"人とのつながり"を表現したものである。
- 公式サイトにおいて小栗が着ている新聞紙のスーツは、本物の新聞記事を用いると権利が発生してしまうことからコピーライターが一から事実に基づいた記事を書き、その裏に布を貼って強度を高めた手作りのものである。
- 最終話に登場する、オムオムが乗っているクルマのナンバーは「お・606」になっている。
- 同クールに放送された同局のドラマ「1ポンドの福音」と関連する場面がいくつかあった。特にオムオムが原作を読むシーンなど。
- 小栗は本作品を自分がやりたいことと、とても合っている作品としている。だが、周囲の人間に主にインターネット掲示板に「ああいう小栗旬って別に見なくてもよかった」と書いてあったことを聞かされ、やっぱり自分にはカッコつけている役の方が求められているんだなと思ったという[8]。
- 初回は16.5%[注 3] という好スタートとなる。2話以降は下落し、低いときで9%台とあまり振るわなかった。